# المسجد الأحمر في بانجونان
المسجد الأحمر في بانجونان (بالإندونيسي: مسجد ميراه بانجونان) ( بالجاوية: مسجد أبانغ) هو مسجد جاوي يقع في قرية بانجونان، مقاطعة سيريبون، جاوة الغربية في إندونيسيا. يعد هذا المسجد الذي يعود تاريخه إلى القرن الخامس عشر، ذو الهندسة المعمارية الهندوسية النموذجية لجاوة، أحد أقدم المساجد في إندونيسيا.

## تاريخه
عام 1480، تم انشاء مسجد بانجوان لاول مرة على يد سياريف عبد الرحمن، المعروف ايضا باسم " امير بانجوان". كان سياريف عبدالرحمن عربيا، قاد محموعة من المهاجرين من بغداد. و في وقت لاحق، اصبح سياريف عبدالرحمن تلميذا لسونان جونونج جاتي، احد ولاة سونغو، او احد التسعة قديسي الاسلام المبجلين في اندونيسيا. كان لمسجد بانجونان دور فعال في اسلمة مدينة سيريبون.
في البداية، كان اسم المسجد الأحمر في بانجونان هو المصلى الأثيا. بسبب الجدار المحيط به من الطوب الأحمر، كان المسجد يُعرف أيضًا باسم المسجد الأحمر أو مسجد أبانغ. في البداية كان المسجد عبارة عن مصلى صغير مساحته 40 متر مربع (430 قدم2). تم إنشاء المسجد في حي بانجونان الذي كان في وقت بنائه ملتقى للمسافرين بالقرب من مدينة سيريبون. تشتهر قرية بانجونان حيث يقع المسجد بفخارها.

## المبنى
كان مبنى المصلى الأقدم بمساحة إجمالية قدرها 40 متر مربع (430 قدم2). وبعد أن تم توسعته ليصبح مسجداً، أصبحت مساحة المسجد 150 متر مربع (1,600 قدم2). يعتبر تصميم مسجد بانجونان مزيجًا من الثقافة الهندوسية والصينية والإسلامية. يبدو محيط المسجد أشبه بمعبد هندوسي إندونيسي يوجد في بالي. تم بناء محيط المسجد من الطوب الأحمر، مع وجود بوابة مقسمة كاندي بنطار تمثل المدخل الرئيسي للمسجد. كاندي بنتار هو قطعة أثرية تعود إلى القرنين الثالث عشر والرابع عشر في فترة سنغاساري وماجاباهيت الهندوسية.
المسجد صغير نسبيا من حيث الحجم والنسبة. الباب قصير، مما يضطر الناس إلى الانحناء عند دخول المبنى. ويتوج المبنى بسقف هرمي يعرف باسم التاجوج. في العمارة الجاوية، يستخدم نوع سقف التاجوج فقط للمباني المقدسة مثل المعابد الهندوسية أو المساجد. تخطيط المسجد مستطيل الشكل، مع 12 عمودًا تدعم سقف التاج.  لا يوجد للجدار الذي يحيط بالغرفة الرئيسية للمسجد أي وظيفة هيكلية؛ حيث كان السقف بأكمله مدعومًا بأعمدة، وهو ما يميز العمارة الجاوية.

### المحراب
محراب المسجد هو عبارة عن بعض عناصر البناء التي تشير إلى أن البناء مسجد، بالإضافة إلى بعض الكتابات العربية على الحائط. يتم تثبيت الخزف الصيني على الجدار المحيط. يقال أن أطباق الخزف الصينية كانت هدايا زفاف عندما تزوج سونان جونونج جاتي من أونج تيان نيو. وقد تم تزيين محراب المسجد بزخارف خزفية. يتخذ المحراب شكل البادوراشا، وهو تأثير آخر من الفترة الهندوسية السابقة. تم اكتشاف نقوش بارزة تُظهر كاندي بنتار وبادوراشا في كاندي جاغو التي يعود تاريخها إلى القرن الثالث عشر في شرق جاوة. في العمارة الهندوسية الجاوية، تشير البادوراكسا إلى المنطقة الأكثر قدسية في المعبد. لا يحتوي مسجد بانجونان على منبر، لأن المسجد يستخدم فقط للاستخدام اليومي. لا يُستخدم المسجد لإقامة صلاة الجمعة أو صلاة العيدين السنويين.

## الأعمال المذكورة
- Abdul Hakim (2011). "Akulturasi Budaya Bangunan Masjid Tua Cirebon". Ṣuḥuf (بالإندونيسية). 4 (2).
- Davison، Julian (2003). Balinese architecture. Singapore: Tuttle Publishing. ISBN:9780794600716.
- Laely Wijaya (2008). Masjid Merah Panjunan Cirebon (Kajian Histori-Arkeologis). Yogyakarta: UIN Sunan Kalijaga.
- Mutiara, Dian Anditya (2010). "Masjid Merah Panjunan, Masjid dari Lima Abad Silam". Kompas.com (بالإندونيسية). Kompas Cyber Media. Archived from the original on 2022-11-07. Retrieved 2017-11-21.